# النادي الأهلي (بنغازي)
النادي الأهلي الرياضي هو نادي رياضي ثقافي اجتماعي ليبي مقره في مدينة بنغازي، ليبيا تأسس عام 1947. تعود جذور النادي إلى حزب سياسي هو جمعية عمر المختار. أشتهر هذا النادي بعدة ألقاب ومنها 'نادي الوطن' و'المشوار الطويل' و 'نادي الشعب' وأشهرها 'الجزار'.

## الشعار
أختار المؤسسون اللون الأحمر كلون للشعار الذي صمم على شكل هيئة درع بداخله نبات السلفيوم وخمس حلقات للجنة الأولمبية ولوحة هوية على شكل وثيقة تاريخية تحمل الاسم الرسمي (النادي الأهلي). تميز شعار الأهلي منذ البداية بزهرة (السلفيوم القديمة).

## تاريخ
يعود الفضل في ظهور فريق الأهلي لكرة القدم وتأسيس النادي الأهلي إلى المؤسسة الوطنية المعروفة (جمعية عمر المختار) وتحديداً نهاية سنوات الأربعينيات في مدينة بنغازي ولذلك لأبد عند الحديث عن تأسيس النادي الأهلي ان نستعرض أولاً تاريخ جمعية عمر المختار وانطلاق النشاط الرياضي في مدينة بنغازي ومن ثم ظهور فريق الأهلي بالقسم الرياضي للجمعية وتأسيس النادي الأهلي الرياضي فيما بعد.

### جمعية عمر المختار
كلمة جمعية هي الترجمة العربية لكلمة (Associazoine) الإيطالية وهي تعني النادي، مثل Associazoine Calcio Milano والتي يعبر عنها اختصارا AC Milan وشعاره عباره عن زهرة (السلفيوم القديمة)، كان السيد (أسعد بن عمران) أول من بادر بفكرة إنشاء جمعية باسم المجاهد عمر المختار أثناء وجوده بمصر صحبة الكثير من الشباب الليبي من الذين تم أسرهم من الجيش البريطاني في الحرب العالمية الثانية وكان ذلك عام 1941 وقد وافق الأمير إدريس علي فكرة الجمعية وشملها برعايته عندما عرضت عليه تلك الفكرة وحظيت بدعم الأستاذ مصطفي بن عامر وكان الهدف من إنشائها تقديم العون والترفيه لأسري الحرب الليبيين بالمعسكرات في مصر وبعد أن تحررت مدينة بنغازي في نوفمبر 1942 من الاحتلال الإيطالي وعاد الكثير من أبناء الوطن إلى بلادهم قام ثلاثة من الشباب الوطنين وهم السادة: علي فلاق – محمود مخلوف – المهدي المطردي وغيرهم بإعادة تأسيس جمعية عمر المختار بمدينة بنغازي وذلك في الرابع من أبريل عام 1943م، بعد الحصول علي الإذن من السلطات العسكرية البريطانية وتحت اسم (جمعية عمر المختار الرياضية للشباب الليبي) وكان الغرض من إنشاء الجمعية يتمثل في تنظيم النشاطات: الرياضية والثقافية والتعليمية وتقديم الإغاثة والمساعدات للمحتاجين والفقراء وغير ذلك من الأنشطة وتكون أول مجلس إدارة لجمعية عمر المختار ببنغازي عام 1943 من: الشيخ خليل الكوافي (رئيسا) - سعد الجهاني (سكرتيراً عاماً) الشيخ عبد الحميد الديباني – خليل القلال – عبد الجليل العنيزي – حسين كويري – محمد الكيخيا – حسين بسيكري – مختار عصمان – يوسف لنقي – سالم بن عامر – ريناتو تشوبة عن الجالية الأجنبية (أعضاء).

### انطلاق النشاط الرياضي في مدينة بنغازي
في العام 1943م تم تأسيس القسم الرياضي بجمعية عمر المختار برئاسة الدكتور (المهدي المطردي) والذي احتوى علي الاتحاد الليبي لكرة القدم الذي تكون من: المهدي المطردي، محمد الصابري، عبد الله الشريف، محمد البيجو، سليمان بن عمران، محمد دومه، أمحمد الفيتوري.
نظم هذا الاتحاد بطولة بنغازي لكرة القدم ابتداءاً من الموسم 1943- 1944، وأصدرت الجمعية وقسمها الرياضي ايضاً أول صحيفة رياضية متخصصة في البلاد وهي (برقة الرياضية) والتي صدر العدد الأول منها يوم الجمعة 27 أغسطس 1943م، وهي التي تحولت فيما بعد إلي صحيفة (الوطن) بداية من يناير 1947م وفي نفس العام 1943 أسست جمعية عمر المختار المنتخب البنغازي لكرة القدم والذي خاض الكثير من المباريات الودية مع فرق الجيش البريطاني والأسرى الألمان وزار مدينة طرابلس شهر ديسمبر 1943 حيث كان الهدف من تلك الزيارات تعارف أبناء الوطن الواحد وتنسيق الجهود والاهداف وتوحيدها في الجانب السياسي ايضاً.
وفي ديسمبر عام 1944 تولي الأستاذ مصطفي بن عامر رئاسة الجمعية بعد أن كان رئيساً للقسم الثقافي والشيخ خليل الكوافي نائباً له والسيد (عوض الشيباني) سكرتيراً عاماً، وقامت جمعية عمر المختار عبر السيد مصطفى بن عامر في عام 1944 بشراء قطعة الأرض الكائنة بمنطقة البركة والتي كان يطلق عليها أسم (كامبو مانيللي) بواسطة قرض مالي قدره الف ومئة جنيه مصري العملة السائدة آنذاك في برقة وأطلقت عليه أسم (الملعب الأهلي) بإقتراح من مصطفى بن عامر والذي أفتتح بمباراة بين المنتخب البنغازي ومنتخب الجيش البريطاني بتاريخ 25 مارس 1945 وليحتضن الملعب منذ ذلك التاريخ بطولات كرة القدم.

وفي العام 1946 تم إعادة تشكيل مجلس الإدارة كالأتي: مصطفي بن عامر (رئيساً) – الشيخ خليل الكوافي (نائباً للرئيس) – محمد بشير المغيربي (سكرتيراً عاماً) – علي بالروين (أمينا للصندوق) - أحمد رفيق المهدوي – خليل القلال – محمود مخلوف – علي فلاق – المهدي المطردي – محمد الصابري (أعضاء) وأنتخب نفس المجلس بتاريخ 28 فبراير 1948 وفي عام 1950 دخل الأستاذ طاهر المجريسي كعضو بمجلس الإدارة بعد استقالة السيد علي فلاق.

## قائمة لاعبي الفريق الحالي
ملاحظة: تشير الأعلام إلى المنتخب بحسب قواعد الأهلية المعتمدة من قبل الفيفا؛ تنطبق بعض الاستثناءات المحدودة. وقد يحمل اللاعبون أكثر من جنسية لا تعترف بها الفيفا.
| الرقم | البلد | المركز | اللاعب               |
| ----- | ----- | ------ | -------------------- |
| 1     | ليبيا | حارس   | عبدالجواد رزق        |
| 30    | ليبيا | حارس   | عبدالرحمن الرعيض     |
| 22    | ليبيا | حارس   | علي الشعافي          |
| 23    | ليبيا | مدافع  | علي معتوق            |
| 17    | ليبيا | مدافع  | المعتصم بالله التائب |
| 4     | ليبيا | مدافع  | إبراهيم العبيدي      |
| 5     | ليبيا | مدافع  | مصدق العمامي         |
| 26    | ليبيا | مدافع  | أحمد أهويدي          |
| 8     | ليبيا | مدافع  | جبريل البقرماوي      |
| 25    | ليبيا | مدافع  | أحمد الغرياني        |
| 27    | ليبيا | مدافع  | سعيد النائلي         |
| 6     | ليبيا | مدافع  | إدريس الضراط         |
| 15    | ليبيا | مدافع  | حمزة فزان            |

| الرقم | البلد        | المركز | اللاعب             |
| ----- | ------------ | ------ | ------------------ |
| 14    | ليبيا        | وسط    | الشامخ فرج العبيدي |
| 13    | ليبيا        | وسط    | سند شوشان          |
| 16    | ليبيا        | وسط    | سفيان بن عمران     |
| 10    | ليبيا        | وسط    | عبدالله العرفي     |
| 24    | ليبيا        | وسط    | علي رزق            |
| 20    | ليبيا        | وسط    | أيمن عمير          |
| 28    | ليبيا        | وسط    | محمد التاورغي      |
| 21    | ليبيا        | وسط    | فراس جمعة          |
| 18    | ليبيا        | وسط    | فرج عبدالحفيظ      |
| 7     | ليبيا        | وسط    | علي البرداح        |
| 11    | ليبيا        | مهاجم  | إبراهيم بودبوس     |
| 9     | ليبيا        | مهاجم  | أحمد كراوع         |
| 29    | ليبيا        | مهاجم  | سعد البرداح        |
| 19    | ليبيا        | مهاجم  | إبراهيم الجارح     |
| 31    | ليبيا        | مهاجم  | بن طاهر            |
| 15    | بوركينا فاسو | مهاجم  | فاروقا             |

## الألقاب والبطولات

### الدوري الليبي الممتاز
- الفائز (4 مرات): 1969/70، 1971/72، 1974/75، 1991/92
- المركز الثاني (11 مرة): 1963/64، 1968/69، 1970/71، 1972/73، 1975/76، 1984/85، 1987/88، 1998/99، 2008/09، 2009/10
- نصف النهائي (7 مرات): 1963/64، 1975/76، 1982/83، 1984/85، 1985/86، 1990/91، 1995/96.

### كأس ليبيا
- الفائز (3 مرات): 1987، 1991، 1996

### بطولة شرق ليبيا - دوري برقة
- الفائز (6 مرات): 1957، 1960، 1963، 1964، 1968، 1970

### بطولة بنغازي
- الفائز (4 مرات): 1950، 1951، 1954، 1956

## القاب رياضية أخرى

### كرة السلة
| البطولة                     | العدد   | الموسم               | المدرب                        |
| --------------------------- | ------- | -------------------- | ----------------------------- |
| بطولة الدوري الليبي         | 2 مرتين | 1986-1985، 2010-2009 | سعيد شاكير عماد الدين محمود   |
| بطولة كأس ليبيا             | 2 مرة   | 2010-2009، 2021-2022 | عماد الدين محمود              |
| بطولة كأس السوبر            | 2 مرتين | 2009-2010، 2021-2022 | عماد الدين محمود              |
| بطولة أبطال الاندية العربية | 2 مرتين | 2012، 2013           | عماد الدين محمود فازلين ماتيك |

### الكرة الطائرة
| البطولة | الموسم    | المدرب                    | ملاحظات    |
| ------- | --------- | ------------------------- | ---------- |
| 1       | 1971-1970 | محمد حلمي                 | لاعب ومدرب |
| 2       | 1972-1971 | محمد حلمي                 | لاعب ومدرب |
| 3       | 1990-1989 | الشريف يوسف               |            |
| 4       | 1992-1991 | الشريف يوسف               |            |
| 5       | 1993-1992 | الشريف يوسف               |            |
| 6       | 1994-1993 | الشريف يوسف               |            |
| 7       | 1998-1997 | خالد المكاوي              |            |
| 8       | 2007-2006 | عمر طافور عبد الوهاب زوبي |            |
| 9       | 2008-2007 | عبد الوهاب زوبي           |            |
| 10      | 2013-2012 | أحمد مصطفى                |            |
| 11      | 2017-2016 | أحمد عاشور                |            |

### بطولة كأس ليبيا للكرة الطائرة
| البطولة | الموسم    | المدرب          |
| ------- | --------- | --------------- |
| 1       | 1988-1987 | عمر طافور       |
| 2       | 2010-2009 | عبد الوهاب زوبي |

### بطولة كأس السوبر (الكأس الممتازة) للكرة الطائرة
| البطولة | الموسم    | المدرب          |
| ------- | --------- | --------------- |
| 1       | 2010-2009 | عبد الوهاب زوبي |
| 2       | 2014-2013 | أحمد مصطفى      |

### كرة اليد
فاز الفريق ببطولة بنغازي مواسم (1970/69 - 1971/70 - 1979/78) وحقق الترتيب الثاني لبطولة بنغازي موسم (1969/68)، وبطولة المنطقة الشرقية في سبعة مواسم كالتالي: (1969/68- 1970/69 - 1971/70 - 1972/71 - 1973/72 - 1974/73 - 1975/74). 

كما حقق ايضاً بطولة مجموعة بنغازي موسم (1991/90).
- 1990-1989 والمدرب (سعد العليقي)
- 1996-1995 والمدرب (سعد العليقي)

بطولة كأس ليبيا (1 مرة)
- 1997-1996 والمدرب الوطني (سعد العليقي)

### كرة القدم الخماسية
| البطولة             | العدد | الموسم    | المدرب      |
| ------------------- | ----- | --------- | ----------- |
| بطولة الدوري الليبي | 1 مرة | 2007-2008 | جمعة العبار |

## رؤساء النادي الأهلي
| - 1 محمد بشير المغيربي - 2 سعد بوقعيقيص - 3 علي النايض - 4 عمر بن إسماعيل - 5 عوض لنقي - 6 سالم المقصبي - 7 فرج المصدور | - 8 اهليل الفلاح - 9 أحمد الثني - 10 مصطفى عريش - 11 محمود بادي - 12 عبد الفتاح يونس - 13 فتحي بوشعراية - 14 فرج سعيد | - 15 صالح المسلاتي - 16 حسني شنبش - 17 ناصر الحسوني - 18 الصافي مطرود - 19 حسن ططناكي 2012-2014 - 20 عارف النايض 2014-2017 - 21 خالد السعيطي 2017 - الآن |

## رموز في تاريخ النادي الأهلي
| - 1 مصطفى بن عامر - 2 عبد العالي العقيلي - 3 سالم بالطيب الوحيشي - 4 حمد الظراط بيوندو - 5 سالم البرغثي - 6 مصطفى المكي - 7 محمد إقعيم - 8 بشير المغيربي - 9 سعد بوقعيقيص - 10 امحمد الشريف | - 11 علي بوعود - 12 إبراهيم المالطي - 13 ناجي المعداني - 14 أحمد بن صويد - 15 عبدالجليل الحشاني - 16 سعد الفزاني - 17 الفيتوري رجب - 18 علي مرسال - 19 عبدالفتاح الفرجاني - 20 رمزي الكوافي | - 21 الشريف يوسف - 22 أحمد زوبي - 23 بالقاسم النمر - 24 خالد تربل - 25 ونيس خير - 26 جمال العروية - 27 عبدالقادر التهامي |

## رؤساء الفريق
من أهم وأبرز من حمل شارة القيادة في الأهلي كل من :
| - 1 سالم البرغثي - 2 محمود بوستة - 3 عبدالسلام موسى جعودة - 4 مصطفى المكي - 5 أحمد الضراط بيوندو - 6 إمحمد الشريف - 7 طاهر خواجة - 8 ذياب المسعودي - 9 علي بوعود - 10 عبدالقادر الخطيطي - 11 أحمد بن صويد - 12 ناجي المعداني | - 13 إبراهيم كلفة - 14 فرج ساطي - 15 سعد الفزاني - 16 الفيتوري رجب - 17 علي مرسال - 18 عبدالفتاح الفرجاني - 19 علي البشاري - 20 رمزي الكوافي - 21 خالد الزاوي - 22 ونيس خير - 23 خالد العبدلي - 24 حسين عمران | - 25 خالد المسلاتي - 26 جلال المسلاتي - 27 رافع العماري - 28 فتحي رحيل - 29 أحمد العبيدي - 30 معتز بن عامر - 31 أحمد العماري - 32 عبدالرحمن العمامي - 33 إبراهيم العبيدي - 34 فرج عبدالحفيظ - 35 علي رزق |

## مدربو الفريق
من أهم المدربين الذين تعاقبوا على تدريب الأهلي:
| - 1 سالم بالطيب الوحيشي - 2 عبدالعالي العقيلي - 3 بيلي تومسون - 4 إمحمد الشريف - 5 محمد الحداد إقعيم - 6 أحمد الضراط - 7 ألان روجرس - 8 عبده صالح الوحش - 9 أحمد بشون - 10 تري فورد - 11 محمود السايس - 12 إلكسندربوقيدتش - 13 يايا - 14 كابيتا - 15 نوفيتش | - 16 براتشول - 17 نيكولا - 18 فلوريان ألبرت - 19 أحمد بن صويد - 20 سعد الفزاني - 21 عبدالجليل الحشاني - 22 الفيتوري رجب - 23 موسى العقوري - 24 خميس الفلاح - 25 السيد العربي - 26 يوسف إبراهيم - 27 ناجي المعداني - 28 عبدالحميد زوبا - 29 سعيد عمارة - 30 مصطفى هدان | - 31 الطيب أبوحفص - 32 عبدالرحمن مهداوي - 33 عبدالجبار مشوش - 34 رحيم كريم - 35 رمضان الشبلي - 36 علي البشاري - 37 رمضان الورفلي - 38 دراقان - 39 دوس سانتوس - 40 فيصل بوشعالة - 41 نصر الدين النابي - 42 طارق العشري - 43 ونيس خير - 44 طارق ثابت - 45 ناصر الحضيري - 46 شهاب الليلي - 47 لسعد الدريدي |

## ملاعب
الملعب البلدي بنغازي، وقد شيد في العهد الإيطالي سنة 1929 .
ملعب الأهلي (24 ديسمبر)
يعد ملعب الأهلي (24 ديسمبر) من أقدم الملاعب في ليبيا، ويعود الفضل في تأسيسه إلى جمعية عمر المختار عندما قام السيد مصطفى بن عامر بجمع تبرعات من أعيان ووجهاء المدينة لشراء الأرض المقام عليها معسكر (كامبو مانيلي) وقامت الجمعية بعد ذلك ببناء الملعب عام 1945م، ومر عليه عدد من المسميات، منها الملعب الأهلي، وملعب البركة، وملعب 24 ديسمبر، وافتتح الملعب رسمياً يوم 25 مارس 1945 بمباراة جمعت بين منتخب بنغازي ومنتخب الجيش البريطاني وانتهت بالتعادل (2-2).
وشهد الملعب على مباريات وبطولات الأهلي في بطولة بنغازي وبرقة والدوري الليبي لكرة القدم منذ انطلاق نسخته الأولى مطلع الستينات، كما سبق أن احتضن العديد من المباريات الدولية الودية والرسمية للمنتخب الليبي، ولعل أول مواجهة كروية رسمية شهدتها أرضية هذا الملعب انتصر فيها المنتخب الوطني على إثيوبيا (2 - 0) أحرزهما ناجي المعداني لاعب الأهلي وديمس الصغير لاعب الهلال، مطلع يناير 1969 ضمن تصفيات أفريقيا لكأس العالم، واعتبرت هذه المباراة الأولى التي تبث مباشرة عبر التلفاز في ليبيا، وعلق عليها الرياضي الر احل محمد على الورفلي، بينما قام بالتعليق المسموع فتحي إسويري .
ملعب المدينة الرياضية (28 مارس)
ملعب 28 مارس، هو الملعب الرئيسي في مدينة بنغازي، أسس الملعب سنة 1967م برفقة الشقيق طبق الاصل لهذا الملعب وهو ملعب طرابلس (ملعب 11 يوليو سابقا) وقد اسس الملعبين في فترة كانت ليبيا في فترة بناء عمراني مستمر وكان لرياضة حصة في هذا المخطط العمراني وخاصة ان طرابلس وبنغازي كنتا يمنلان الثقل الرياضي الأكبر كما يتواجد في المدينتين أكبر الاندية الليبية وقد اشترط الملك ادريس ملك ليبيا بحنكته وحكمته ان يكون الملعبين نسختة واحدة في كل شيء ولذالك تم بناء الملعبين من مخطط واحد وقد فسر القائمون عن العمل والناشيطين في المجال الرياضي ان سبب اصرار الملك علي ذلك يرجع الي محبته لمدينتين وحتي لا يكون هنال تفرقة وحاسسية بين شباب المدينتين وذلك دل علي مقدار عدل ذلك الرجل. عرف الملعب علي انه الملعب الرئيسي لناديي الاهلي بنغازي والنصر وقد خظنا مبريات محلية ودولية كثيرة علي ارضيته.
ملعب شهداء بنينا
ملعب شهداء بنينة أو كما كان يطلق عليه سابقًا ملعب هوغو تشافيز هو ملعب لكرة القدم في منطقة بنينة إحدى ضواحي بنغازي في ليبيا. يسع الملعب لأحد عشر ألف متفرج جلوساً، كما توجد به منصة رئيسة لكبار الضيوف بسعة مائة وخمسين كرسياً إضافة لمرافق حديثة للجمهور منها مقاهي ومائة دورة مياه، بالإضافة لغرف لتغيير الملابس للفرق ذات مرافق متكاملة وصالتي اجتماع للفرق، وجناح خاص بالحكام وعدد من المرافق الخاصة بكبار الضيوف وللإعلاميين.
افتتح الملعب في 5 مارس 2009 من قبل محمد معمر القذافي رئيس اللجنة الأولمبية الليبية، وبلغت تكاليف إنشاء وتجهيز الملعب 20 مليون دينار ليبي (نحو 16 مليون دولار أمريكي)، وقامت بتنفيذه بالتعاون مع مجموعة من الشركات العالمية المتخصصة الشركة الليبية للتنمية والاستثمار التابعة لصندوق الإنماء الاقتصادي والاجتماعي.
أطلق اسم الرئيس الفنزويلي هوغو تشافيز على الملعب في عهد حكم القذافي على الملعب «تقديراً لبرنامجه الثوري في فنزويلا ولدوره في قيام الفضاء الأمريكي الجنوبي...وتقديراً لتأكيده المستمر على علاقة الترابط التاريخي بين شعوب قارتي أمريكا الجنوبية ولإفريقيا التي يعلن أنها أم أمريكا اللاتينية ودول الكاريبي»، كما جاء في الموقع الرسمي لوكالة الجماهيرية للأنباء.، وبعد قيام ثورة 17 فبراير تم تغيير الاسم إلى «شهداء بنينة» تكريمًا للذين قتلوا من أبناء ضاحية بنينة في بنغازي أثناء ثورة فبراير.
الملعب تم إنشائه وفقا على نموذج ملعب بريتا-أرينا في مدينة فيسبادن، ألمانيا، حيث تمت إنشائه من قبل ذات الشركة كما أن مدرجات الملعب مسقوفة تم تركيبها فوق أعمدة دعمت بقواعد يبلغ عددها 16 قاعدة، كما تم تجهيز مقاعد للمشاهدة لذوي الاحتياجات الخاصة.، وقد افتتح الملعب بمباراة ودية بين فريق ليبيا الأوليمبي لكرة القدم والفريق السوري الأولمبي لكرة القدم والتي انتهت ب 2-1 لصالح الفريق السوري.